# 周婴
周婴（?—?），字方叔，福建莆田人，明朝政治人物。
弱冠時即有才名，博极群书，尝撰有〈五色鹦鹉〉一文，巡抚朱运昌很看重他。後为诸生，崇祯十三年（1640年）庚辰以貢入京，赐进士出身，特授上猶知縣。去职後，家居淡泊，终老鄉里。撰《卮林》十卷，補遺一卷。《卮林》收入《四库全书》。另有《远游篇》十二卷，著名的《东番记》即卷十二，有介紹台灣風貌。